# 顔面騎乗

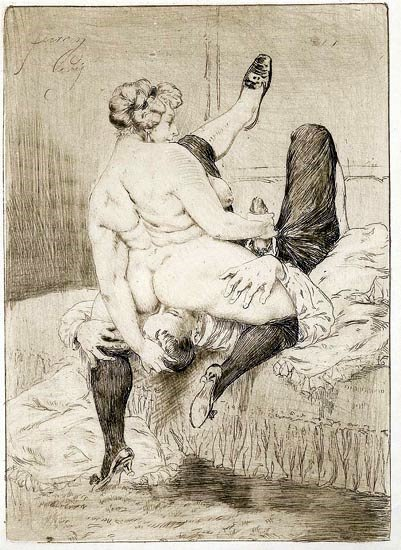
顔面騎乗

顔面騎乗（がんめんきじょう、英:Facesitting・Queening）は、主にSMプレイにおいて支配側パートナーが服従側パートナーの顔の上に股間を密着させて座る行為。俗に顔騎（がんき）と略される。

## 概要
通常は顔の上に座って呼吸を奪うことが主目的だが、相手に屈辱感を味わわせるために性器や肛門周辺を強制的に舐めさせるためにも用いられる。その場合は和式便器に跨るように顔の上に腰を下ろすが、完全には下ろさず、舌が届くギリギリのところで止める。性器や肛門周辺を舐めやすいようにサディストが自ら腰を振って調節する。マゾヒストを裸にするか着衣のままかは、プレイの流れによる。
嗜好については人それぞれであり、男性が下の場合は、上になる相手が痩せている方がいいという人もいれば、太っていなければ嫌だという人もいる。性器や尻の感触を楽しむか、圧迫感や窒息感を楽しむかで変わってくる。下着を履いた状態で楽しむか、脱いだ状態で楽しむかで、下着フェチによる楽しみ方もある。
女性を辱める羞恥プレイとしても行われる。服従側パートナーと支配側パートナーが共に女性の場合、同性愛者でなければ女性の性器や尻を密着させられることには生理的な嫌悪があるため、独特の嗜虐が楽しめるという。
女性にとっては、男性にクンニリングスを強制するために有効な体勢である。

## SMクラブの顔面騎乗
SMクラブなどでは女性従業員が男性客の顔の上に跨って座ることが多く、一般的には女性がサディスト（S）、男性がマゾヒスト（M）のSMプレイとして認識されている。風俗店ではMの客に対し、女王様ファッションのまま跨ったり、下着を着用したまま跨り、息苦しさを味わわせる。顔面に尻や性器が密着して呼吸できなくなると同時に、吸気に含まれる相手の体臭が性的な刺激となる。
また、客からの注文で、客をさらに貶めて奴隷化するため、あるいは忠誠度を試すために、このままの体勢で客を人間便器として使用し、尿を飲ませたり、究極的には大便を食べさせたりするプレイもある。

## 座り方
顔面を上に向けさせ、鼻と口を股間で塞ぐように座る。絵面が良いのは、下になった人物の頭頂部の方に上になった人物の体正面を向ける座り方。この際に脚を開くか閉じるかで、圧迫感が変わる。俗にM字開脚と呼ばれる跨り方は密着感は薄いが、呼吸のコントロールが容易である。痩せ型の相手にこの体勢で乗られると、圧が狭い範囲に集中する。頭を太股で挟むようにして脚を下ろして座ると、密着感や圧迫感は高まるが、呼吸が苦しくなりやすい。
また、下になった人物の胴体の方に体正面を向けて座ると責め側が相手の表情を確認できないが、下になった相手の身体を鞭や蝋燭で責めるなど、行為のバリエーションが増える。乳首を弄ぶなどにより、双方の性的興奮を持続させることもできる。座る側の身体が柔らかい場合は、顔面に座ったまま脚を大きく開くことで全体重を胸から顎にかけて掛けることができる。なお、顔に尻が密着することで、下になった相手の呼吸は非常に苦しくなる。
ベッドやソファーに頭をもたれさせてその上に座る、という座り方もある。クッションが柔らかければ、股間と椅子に埋め尽くされるような感触となる。

### ３つの顔面騎乗のスタイル[4]

#### 正面座位（フロントスタイル顔面騎乗）
下になった男性の頭頂部の方に、上になった女性が体正面を向ける座り方。
女性の脚の間に男性の顔がくるため、男性が悦んだり苦しんだりする表情を見ながら座ることができるため、視覚的にも女性は支配感・優越感、男性の方は被虐感を感じることができる。

#### 背面座位（バックスタイル顔面騎乗）
下になった男性の足の方に、上になった女性が体正面を向ける座り方。

#### 側面座位（サイドスタイル顔面騎乗）
下になった男性の顔に対し、上になった女性が真横になる座り方。

## その他
SMプレイや羞恥プレイであることを特に意識せず、双方が対等の立場と合意の下、シックスナインやグループセックスの一環として行う場合もある。愛撫に含まれるため、下になる人物への圧迫はあまり行われない。